# یوشیهیتو نیشیوکا
یوشیهیتو نیشیوکا (انگلیسی: Yoshihito Nishioka؛ زادهٔ ۲۷ سپتامبر ۱۹۹۵) تنیس‌باز اهل ژاپن است.
وی در مسابقات کشوری و بین‌المللی در مجموع برندهٔ ۱ مدال طلا، ۱ مدال برنز شده‌است.